# Кондоле
Кондоле (Kondole) — персонаж из мифологии аборигенов Южной Австралии, грубый и недружелюбный человек, превратившийся в кита.

## Миф
Предание о Кондоле рассказывают в местности Энкантер-Бэй. Было очень жаркое лето, и поэтому все религиозные церемонии проводились ночью, когда было не так жарко. Для проведения церемонии нужен был человек, который поддерживал бы огонь. Кондоле был единственным, кто владел огнём, но он не желал участвовать в церемонии и спрятал огонь в кустах. Мужчины долго спорили с ним, а затем один из них бросил в него копьё, пробившее тому череп. Впоследствии все мужчины превратились в кенгуру, опоссумов, птиц, рыб и прочих животных, а Кондоле стал китом, отверстие же в его черепе стало дыхалом кита. Кондоле считался аборигенами первым китом на земле.

## Культурное влияние
В 1989 году «Psychic TV» выпустила музыкальный альбом «Kondole», содержащий всего две композиции, вошедшие в саундтрек фильма «Deadcat». В 1993 году в альбом добавился ещё один трек, и он был переиздан Пи-Орриджом, который, посетив дельфинарий Сан-Франциско, посвятил это переиздание защите морских животных.